# Liste des conseillers généraux de la Savoie
Pour un article plus général, voir Conseil départemental de la Savoie.
Cet article présente la composition du Conseil départemental de la Savoie ainsi que ses élus pour la mandature 2021-2028.

Carte du département de la Savoie, par cantons selon le groupe de son élu.
La Savoie nous unit (28 élus)
Savoie en commun (8 élus)
La Savoie avec et pour vous (2 élus)

## Composition du conseil départemental
| Président du Conseil départemental |       |       |      |                             |
| Hervé Gaymard (LR)                 |       |       |      |                             |
| Parti                              | Sigle | Sigle | Élus | Groupes                     |
| Majorité (28 sièges)               |       |       |      |                             |
| Divers droite                      |       | DVD   | 22   | La Savoie nous unit         |
| Divers                             |       | DIV   | 4    | La Savoie nous unit         |
| Divers centre                      |       | DVC   | 2    | La Savoie nous unit         |
| Minorité (10 sièges)               |       |       |      |                             |
| Divers gauche                      |       | DVG   | 4    | Savoie en commun            |
| Union de la gauche                 |       | UG    | 2    | Savoie en commun            |
| Parti socialiste                   |       | PS    | 2    | Savoie en commun            |
| Union au centre et à gauche        |       | UCG   | 2    | La Savoie avec et pour vous |

## Liste des conseillers départementaux
| Canton                            | Conseiller Sortant        | Parti | Parti | Autres fonctions                                                            |
| --------------------------------- | ------------------------- | ----- | ----- | --------------------------------------------------------------------------- |
| Canton d'Aix-les-Bains-1          | Nathalie Schmitt          |       | DVD   |                                                                             |
| Canton d'Aix-les-Bains-1          | Florian Maitre            |       | DVD   | Maire de Grésy-sur-Aix                                                      |
| Canton d'Aix-les-Bains-2          | Karine Dubouchet-Revol    |       | DVD   | Adjointe au maire d'Aix-les-Bains                                           |
| Canton d'Aix-les-Bains-2          | Renaud Beretti            |       | DVD   | Maire d'Aix-les-Bains                                                       |
| Canton d'Albertville-1            | Martine Berthet           |       | DVD   | Sénatrice de la Savoie                                                      |
| Canton d'Albertville-1            | Hervé Gaymard             |       | DVD   | Président du Conseil départemental de la Savoie                             |
| Canton d'Albertville-2            | Dominique Ruaz            |       | PS    | Conseillère municipale d'Albertville                                        |
| Canton d'Albertville-2            | André Vairetto            |       | PS    | Maire de Notre-Dame-des-Millières                                           |
| Canton de Bourg-Saint-Maurice     | Cécile Utille-Grand       |       | DVD   | Conseillère municipale de Bourg-Saint-Maurice                               |
| Canton de Bourg-Saint-Maurice     | Guillaume Villibord       |       | DVD   | Maire de Peisey-Nancroix                                                    |
| Canton de Bugey savoyard          | Marie-Claire Barbier      |       | DIV   | Maire de Chindrieux                                                         |
| Canton de Bugey savoyard          | François Moiroud          |       | DIV   | Maire de Yenne                                                              |
| Canton de Chambéry-1              | Claudine Bonilla          |       | DVG   | Adjointe au maire de Chambéry                                               |
| Canton de Chambéry-1              | Gaëtan Pauchet            |       | DVG   | Adjoint au maire de Chambéry                                                |
| Canton de Chambéry-2              | Brigitte Bochaton         |       | DVD   | Maire de Jacob-Bellecombette                                                |
| Canton de Chambéry-2              | Aloïs Chassot             |       | DVD   | Conseiller municipal de Chambéry                                            |
| Canton de Chambéry-3              | Christelle Favetta-Sièyès |       | UCG   | Adjointe au maire de Chambéry                                               |
| Canton de Chambéry-3              | Franck Morat              |       | UCG   | Maire de Cognin                                                             |
| Canton de Modane                  | Nathalie Furbeyre         |       | DVD   | Adjointe au maire de Val-Cenis                                              |
| Canton de Modane                  | Christian Grange          |       | DVD   | Conseiller municipal démissionnaire de Valloire                             |
| Canton de Montmélian              | Béatrice Santais          |       | DVG   | Maire de Montmélian, Présidente de la Communauté de communes Cœur de Savoie |
| Canton de Montmélian              | Jean-François Duc         |       | DVG   | Maire de La Trinité                                                         |
| Canton de La Motte-Servolex       | Nathalie Fontaine         |       | DVD   | Maire de Méry                                                               |
| Canton de La Motte-Servolex       | Luc Berthoud              |       | DVD   | Maire de La Motte-Servolex                                                  |
| Canton de Moûtiers                | Fabienne Blanc-Tailleur   |       | DVD   | Première adjointe au maire de Salins-Fontaine                               |
| Canton de Moûtiers                | Vincent Rolland           |       | DVD   | Député de la Savoie                                                         |
| Canton de Pont-de-Beauvoisin      | Corine Wolff              |       | DVD   | Maire de Vimines                                                            |
| Canton de Pont-de-Beauvoisin      | Gilbert Guigue            |       | DVD   |                                                                             |
| Canton de la Ravoire              | Josette Remy              |       | DVC   | Maire de Challes-les-Eaux                                                   |
| Canton de la Ravoire              | Alexandre Gennaro         |       | DVC   | Maire de La Ravoire                                                         |
| Canton de Saint-Alban-Leysse      | Catherine Chappuis        |       | DVG   |                                                                             |
| Canton de Saint-Alban-Leysse      | Albert Darvey             |       | DVG   |                                                                             |
| Canton de Saint-Jean-de-Maurienne | Sophie Verney             |       | DVD   | Maire de Montricher-Albanne                                                 |
| Canton de Saint-Jean-de-Maurienne | Patrick Provost           |       | DVD   | Maire de Saint-François-Longchamp                                           |
| Canton de Saint-Pierre-d'Albigny  | Christiane Brunet         |       | DVD   |                                                                             |
| Canton de Saint-Pierre-d'Albigny  | Olivier Thevenet          |       | DVD   |                                                                             |
| Canton d'Ugine                    | Annick Cressens           |       | DIV   | Conseillère municipale de Beaufort                                          |
| Canton d'Ugine                    | Franck Lombard            |       | DIV   | Maire d'Ugine, Président de la Communauté d'agglomération Arlysère          |